# Razem dla Przyszłości
Razem dla Przyszłości – komitet wyborczy wyborców powołany na wybory do Parlamentu Europejskiego w 2004.
Komitet został powołany przez szereg organizacji pozarządowych (tworzyły go m.in. Federacja Organizacji Pozarządowych, Habitat for Humanity, Fundacja „Międzynarodowy Instytut Prawa i Mieszkalnictwa”, Fundacja „Pomost-Pomoc Polakom na Wschodzie”, Centrum Współpracy Europejskiej, Stowarzyszenie „Libra”, Stowarzyszenie Przeciwko Korupcji, Stowarzyszenie „Victoria”, Unia Spółdzielców Mieszkaniowych i Stowarzyszenie „Nowa Rodzina”). 28 lutego 2004 we Wrocławiu odbył się jego kongres. Komitet zarejestrował listę wyborczą jedynie w okręgu warszawskim. Otwierała ją Krystyna Krzekotowska (związana ze Stronnictwem Demokratycznym). Na 10-osobowej liście znalazł się także m.in. Andrzej Kalwas (który kilka miesięcy później został ministrem sprawiedliwości w rządzie Marka Belki). Na listę oddano 2897 głosów, co przełożyło się na 0,05% poparcia w skali kraju (dając 19. wynik).
Działacze ze środowiska Razem dla Przyszłości powołali w 2005 Stowarzyszenie Obywatelskich Inicjatyw.